# Station Puttgarden
Station Puttgarden is een spoorwegstation op het Duitse eiland Fehmarn bij de plaats Puttgarden. Het is de plaats waar de spoorpont met de trein uit Denemarken aankwam.
Het station boette na het instellen van een aantal vaste oeververbindingen sterk aan belang in en in december 2019 verdween ook de laatste treinverbinding naar Denemarken die met de boot overstak. Het station werd in het kader van de aanleg van de Fehmarnbelttunnel in augustus 2022 voorlopig gesloten tot 2029. Zolang wordt een vervangende busdienst geboden. 

0,0: Lübeck Hbf ·
6,0: Bad Schwartau ·
10,6: Ratekau ·
15,8: Timmendorfer Strand ·
18,7: Scharbeutz ·
23,0: Haffkrug ·
25,4: Sierksdorf ·
29,1: Neustadt (Holst) Gbf ·
34,5: Hasselburg ·
38,4: Groß Schlamin ·
41,7: Beschendorf ·
45,0: Lensahn ·
47,1: Grüner Hirsch ·
52,3: Oldenburg (Holst) ·
56,6: Göhl ·
61,4: Heringsdorf (Holst) ·
64,4: Neukirchen (Holst) ·
(39,6: Lütjenbrode ·
43,4: Heiligenhafen) ·
70,5: Großenbrode ·
77,8: Strukkamp ·
Burg (Fehmarn) West ·
88,6: Puttgarden